# Helion
Helion – jądro atomowe trwałego izotopu helu 32He w przeciwieństwie do jądra izotopu 42He nazywanego cząstką alfa. Składa się z jednego neutronu i dwóch protonów, stąd jego ładunek elektryczny wynosi +2. Helion jest jądrem lustrzanym trytonu.
W reakcjach, poza zapisem 32He, może być oznaczany symbolem "h" (nie kursywą, h zarezerwowane jest dla stałej Plancka).
Heliony powstają w reakcjach jądrowych, m.in. w reakcjach termojądrowych w gwiazdach, np. w fuzji deuteronu z protonem
21D + 11H → 32He + γ + 5,49 MeV

## Parametry fizyczne
- liczba atomowa Z = 2
- liczba masowa A = 3
- masa 5,006411 92(25)·10−27 kg, czyli 3,014 932 2434 u
- moment magnetyczny −1,158 671 474·10−3 μB